# Задорожный, Яков Степанович
Я́ков Степа́нович Задоро́жный (1912—1945) — советский офицер, командир 35-й механизированной бригады, 1-го механизированного корпуса, 2-й гвардейской танковой армии, 1-го Белорусского фронта во время Великой Отечественной войны, Герой Советского Союза (27 февраля 1945, посмертно).

## Биография

### Ранние годы
Родился 5 марта 1912 года в селе Вершина Бердянского уезда Таврической губернии (ныне Бильмакского района Запорожской области) в семье крестьянина. Украинец.
В 1918 году село было оккупировано германскими войсками, в этом же районе действовала Повстанческая армия Махно, в составе которой воевал отец Якова. В 1921 году он погиб, оставив на руках матери 4-х детей. Старший сын Яков окончил 7 классов, затем работал заведующим организационным отделом райкома комсомола.
В РККА с августа 1932 года. В 1936 году окончил курсы младших лейтенантов. Член ВКП(б) с 1937 года. Участвовал в походе советских войск в Западную Украину и Западную Белоруссию в 1939 году, в советско-финской войне 1939—1940 годов.

### В годы Великой Отечественной войны
На фронтах Великой Отечественной войны с 22 июня 1941 года. Командир 4-го танкового батальона 50-го танкового полка 25-й танковой дивизии 13-го механизированного корпуса старший лейтенант Я. С. Задорожный участвовал в Белостокско-Минском сражении, в течение двух месяцев выходил с боями из окружения в группе капитана А. И. Шевченко.
В сентябре 1941 года направлен в Военную академию бронетанковых и механизированных войск, ускоренный курс которой окончил в 1942 году.
Летом 1942 года капитан Я. С. Задорожный направлен в 27-й танковый корпус Калининского фронта на должность старшего помощника начальника оперативного отдела корпуса. В сентябре 1942 года переведён на ту же должность в 1-й механизированный корпус, созданный на базе 27-го танкового корпуса. Участвовал в оборонительно-наступательных операциях в районе городов Белый и Ржев. Осенью 1942 года отличился в боях под городом Белый. Танковый полк корпуса оказался в окружении, погибли командир полка и начальник штаба. Задорожный, оказавшийся в тот момент в расположении полка, взял на себя командование и организовал прорыв из окружения, сохранив при этом личный состав и боевую технику. За этот эпизод был награждён орденом Красной Звезды.
Весной 1943 года 1-й механизированный корпус в составе Степного фронта принял участие в Курской битве на Белгородско-Харьковском направлении. Работник оперативного отдела штаба корпуса майор Я. С. Задорожный участвовал в разработке операций по освобождению городов Белгород, Красноград, Полтава, форсированию Днепра южнее Кременчуга. За освобождение города Красноград Харьковской области Приказом ВГК от 19 сентября 1943 года 1-му механизированному корпусу присвоено наименование «Красноградского». По оценке командира 108-й танковой бригады полковника М. К. Зленко, Я. С. Задорожный «в боях с 26.8.43 года по 1.9.43 года за Сальное, Земань, Глухов, Кроневец проявил себя инициативным, смелым, отлично организующим бой, тактически грамотным офицером. Находясь всё время в боевых порядках танковых батальонах, тов. Задорожный не только организовывал и руководил боем, но и сам лично принимал участие в боевых действиях, своим личным примером поднимал боевой дух танкистов, их стремление вперёд, решительность действий, в результате чего части бригады с боями прошли 130 км, имея незначительные потери.» Был представлен к ордену Отечественной войны I степени, но награждён орденом Отечественной войны II степени.
Весной 1944 года 1-й механизированный корпус в составе 1-го Белорусского фронта участвовал в операции «Багратион». Корпус вместе с 4-м гвардейским конным корпусом вошёл в состав подвижной конно-механизированной группы под командованием генерала И. А. Плиева. Подполковник Я. С. Задорожный в этой операции исполнял обязанности начальника оперативного отдела корпуса, и его отдел непосредственно планировал наступление корпуса в составе КМГ. В результате частям и соединениям корпуса удалось успешно выполнить поставленные задачи, освободив более 1200 населённых пунктов, в частности, города Слуцк, Слоним и Брест. Подполковник Я. С. Задорожный был награждён орденом Красного Знамени.
17 января 1945 года 1-й механизированный корпус был задействован в рамках Висло-Одерской операции в боях на территории Польши. 35-я механизированная бригада под командованием подполковника Я. С. Задорожного прошла около 600 километров, форсировав реки Бзура, Варта и Нетце, и освободила более 450 населённых пунктов.
Утром 26 января 1945 года подполковник Я. С. Задорожный находился на своём танке «Колхозник Переславщины» в передовом отряде при штурме населенного пункта Штиглиц (в 15 км северо-западнее города Чарнкув, Польша). На улицах его танк был подбит, а сам был тяжело ранен. Умер от ран в полевом госпитале 29 января 1945 года.
Указом Президиума Верховного Совета СССР от 27 февраля 1945 года «за умелое руководство и командование бригадой, достигнутые боевые успехи, личную храбрость и отвагу в бою» подполковнику Задорожному Якову Степановичу было посмертно присвоено звание Героя Советского Союза.
Похоронен в городе Чарнкув (Польша) в братской могиле на площади Победы, в качестве памятника на могиле был установлен его же танк — «Колхозник Переславщины». В марте 2006 года останки 203 советских солдат были эксгумированы и торжественно перенесены на городское кладбище Чарнкува.

### Семья
- Отец был «махновцем», сельским анархистом, погиб в 1921 году.
- Три сестры и брата[2].
- Жена — Евдокия Васильевна Задорожная, проживала в Москве.

## Награды
- Медаль «Золотая Звезда» Героя Советского Союза (27 февраля 1945, посмертно);
- орден Ленина (27 февраля 1945, посмертно);
- орден Красного Знамени (1944);
- орден Отечественной войны II степени (24 сентября 1943);
- орден Красной Звезды (1942);
- медали, в том числе: медаль «За боевые заслуги».

## Память
- В посёлке Бильмак Запорожской области Украины установлен памятник Я. С. Задорожному.
- Танк-памятник «Колхозник Переславщины» в городе Чарнкув (Польша).
- Теплоход «Яков Задарожный» компании «River Enjoyment» (Киев, Украина)[6].

## Документы
- Наградной лист Я. С. Задорожного с представлением к ордену Отечественной войны I степени. Электронный архив «Подвиг Народа в Великой Отечественной войне 1941—1945 гг». 6 сентября 1943.
- Наградной лист Я. С. Задорожного с представлением к званию Героя Советского Союза. Там же. 5 февраля 1944.